# Macromitrium altum
Macromitrium altum är en bladmossart som beskrevs av C. Müller 1896. Macromitrium altum ingår i släktet Macromitrium och familjen Orthotrichaceae. Inga underarter finns listade i Catalogue of Life.